# Брандт, Яков Ларионович
Яков Ларионович фон Брандт (1716 — 28 июля 1774, Казань) — российский государственный деятель. Генерал-аншеф.

## Биография
Родился около в 1716 году, отец — Илларион фон Брандт.
Ещё будучи кадетом, Брандт упоминается как участник блистательного смотра, устроенного Анной Иоанновной 14 сентября 1737 года.
В 1752 - 1755 годах секунд-майор в Невском пехотном полку. В 1758 году подполковник, а с 1 июня 1758 года полковник в 3-м гренадерском полку. С 1 января 1759 года бригадир, состоял при Главной армии, действовавшей на театре Семилетней войны. 
16 февраля 1762 года произведен в генерал-майоры.
22 сентября 1762 года был награждён орденом Святой Анны.
В 1764 году был назначен императрицей Екатериной II в члены Малороссийской коллегии. 24 ноября 1764 года произведен в генерал-поручики.
23 сентября 1765 года Брандт по Высочайшему повелению вступил в управление Новороссийской губернией и занимал пост главного командира до 1766 года.
С 1767 года он был директором Сухопутного Шляхетского Корпуса.
В последние годы жизни занимал должность Казанского губернатора. 21 апреля 1773 года произведен в генерал-аншефы.
Был женат на Анне Ивановне Круз (фон Брандт, 1732—1815), сестре адмирала А. И. фон Крузе.

### Пугачёвский бунт
В 1773 году Брандт руководил допросом арестованного Емельяна Пугачёва в казанской губернской канцелярии, а затем озаботиться о содержании этого важного преступника под крепким караулом, но 29 мая 1773 года Пугачёв бежал. Брандт этому бегству особенного значения не придал, хотя и сделал некоторые распоряжения для разыскания и поимки «утеклецов». Поиски эти, однако, были совершенно безрезультатны. Между тем, в Казань пришло письмо Брандту от князя А. А. Вяземского о наказании Пугачёва за его преступления плетьми и ссылке в Пелым. Брандт сообщил о побеге Пугачёва донской войсковой канцелярии и донёс о том же генерал-прокурору князю А. А. Вяземскому. Написав письмо 21 июня, он отправил его не с нарочным, а по почте, так что в Петербург оно дошло лишь 8 августа.
Между тем, Пугачёв уже возмутил народ в Оренбургском крае, и генерал Рейнсдорп уведомил Брандта о намерении самозванца идти в Казанскую губернию. Поняв опасность, Брандт проявил усиленную деятельность. Прежде всего он озаботился организацией военных сил, которых в Казани совсем не оказалось. Заведующему поселениями отставных солдат генерал-майору Миллеру Брандт приказал собрать их от 200 до 500 душ и расположить по реке Чермшан, протекающей на границе Казанской губернии. Затем он обратился с воззванием к дворянам Казанской губернии, приглашая их вооружить из своих людей, кто сколько может. Дворянство откликнулось на это предложение. Наконец, Брандт постарался стянуть в Казань ничтожное количество регулярных сил, разбросанных по губернии. Приняв эти первые меры, Брандт, чтобы успокоить взволнованные слухами умы обывателей, предложил казанскому архиепископу Вениамину повлиять на духовенство в том смысле, чтобы оно отклоняло население от самозванца, и архиепископ предал Пугачёва торжественно анафеме. Получив затем известие о волнении башкир, Брандт отправил к ним секунд-майора Тевкелеева, который, побывав в башкирских поселениях, дал знать губернатору, что башкиры сохраняют верность присяге и не проявляют признаков волнения. Чтобы лично быть ближе к месту волнений, Брандт выехал на границу губернии, в Кичуевский фельдшанец. Отсюда он думал, по мере сил, оказывать помощь оренбургским властям; он советовал и ставропольскому коменданту фон Фегезаку двинуться на выручку Оренбурга. Желая поддержать движение фон Фегезака, Брандт послал находившиеся в его распоряжении войска к Бузулукской крепости, а сам в середине ноября возвратился в Казань и старался успокоить население, испуганное слухами о приближении пугачёвцев. В то же время он убедительно просил прислать в Казань войска и оружие.
Прибытие в Поволжье А. И. Бибикова заставило бунт временно притихнуть, но летом 1774 года движение возобновилось. Брандт снова заметил опасность не сразу — 3 июня, в письме к князю Вяземскому, он сообщал, что в губернии всё спокойно, а брожение местами было уже явно, так что в письме от 11 июня, к главнокомандующему князю Щербатову, Брандт доносил, что около Осы и по реке Черемшану обнаружились воровские шайки. Место это было важно в стратегическом отношении, и Брандт предупреждал, что если скопища Пугачёва переправятся через Каму, то защита Казанской губернии будет невозможна. Поэтому он послал нарочных к Михельсону, Попову, Жолобову, Гагарину и князю Голицыну, прося их поспешить для спасения Казанской губернии, а сам спешно принимал меры к защите города. Опасения Брандта оправдались: мятежники скоро перешли через Каму, осадили и взяли Казань штурмом. Казанский кремль был спасён от штурма и разграбления подоспевшим отрядом подполковника Михельсона.
Вскоре после этого Брандт умер.

## Награды
- Был награждён орденами Российской империи.